# Награды Албании
Награды Албании — высшая форма награждения граждан Албании за выдающиеся успехи.
История наград Албании неразрывно связана с историей страны. Учреждение наград стало возможным с обретением независимости. Провозглашение княжества во главе с Вильгельмом Видом дало начало становлению наградной системы, историю которой можно разделить на следующие основные этапы:

## Княжество Албания
Первые награды Албании были учреждены практически сразу после провозглашения княжества.
- Орден Чёрного орла (алб. Urdhëri i Shqiponjë e Zezë)
- Медаль Чёрного орла (алб. Medalja i Shqiponjë e Zezë)
- Медаль Вступления на престол (алб. Medalja i Ngjitje)

## Награды периода 1925—1939

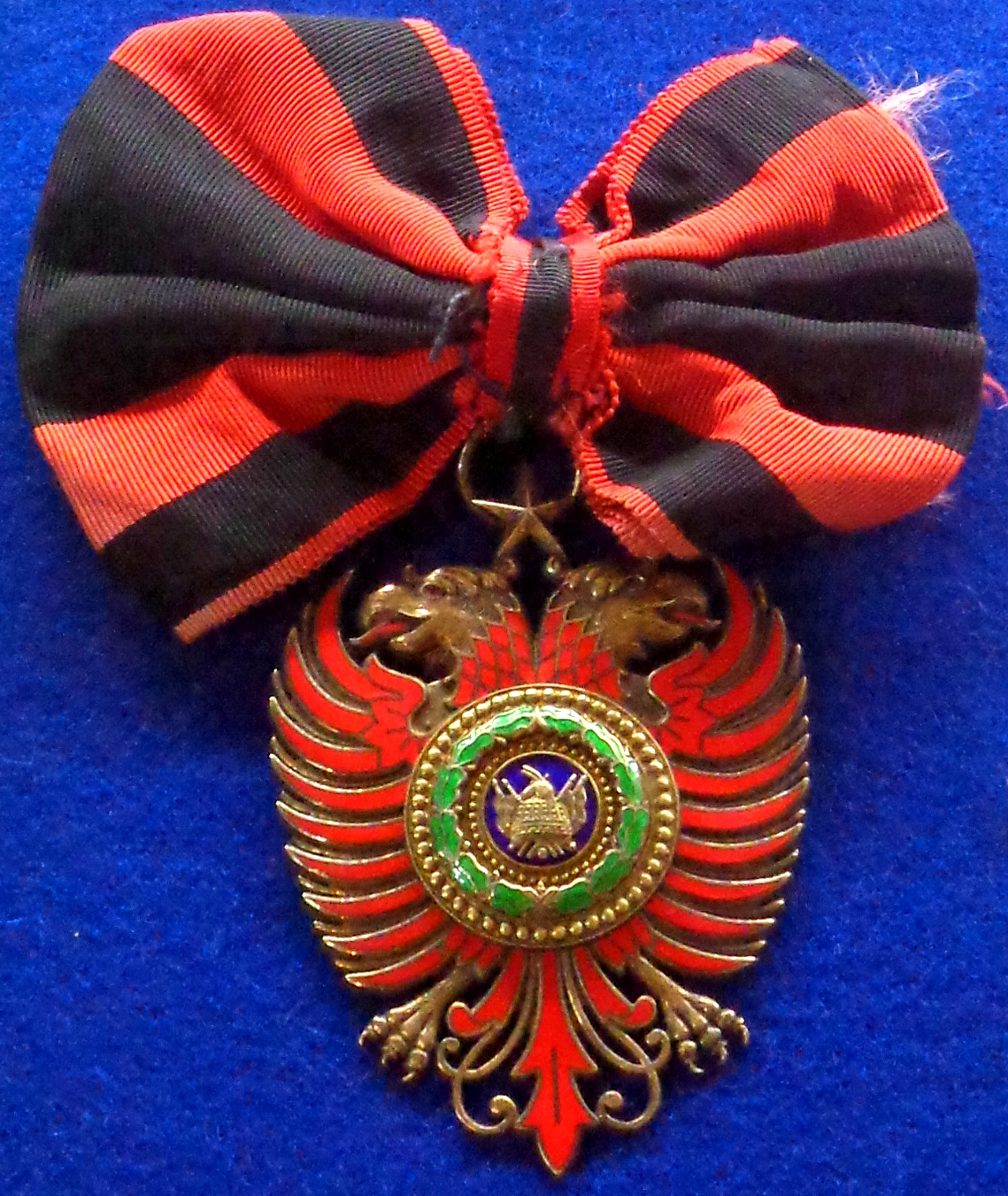
Знак ордена Скандербега, 1925—1939

- Почётная орденская цепь Албании (алб. Kolieri i Shqipnisu или Kolieri i nderit i Shqipërisë)
- Орден Верности (алб. Urdhëri i Besës)
- Орден Скандербега (алб. Urdhëri i Skënderbeut)
- Орден «За храбрость» (алб. Urdhëri i Trimërisë)
- Медаль «За храбрость» (алб. Medalja i Trimërisë)
- Медаль «Триумф законности»
- Знак «За искусство и науку»

## Награды периода итальянской оккупации
В период оккупации от имени короля Италии и Албании Виктора Эммануила III вручались ордена Скандербега и Верности. В обеих орденах была введена степень офицера (промежуточная между степенями командора и рыцаря). Дизайн знаков и орденских звёзд претерпел изменения. Вместо дубовых листьев появились фасции, розы и «савойские узлы» с буквами «F.E.R.T.».

## Награды народной Албании
С окончанием Второй мировой войны в Албании начинает создаваться новая наградная система.
На её формирование существенное влияние оказала наградная система Советского Союза. По образу советских званий Герой Советского Союза и Герой Социалистического Труда были установлены албанские звания Народный Герой и Герой Социалистического Труда. Практически полной копией был комплекс наград для многодетных матерей, а также почётных званий «Народный ...» и «Заслуженный ...». Ряд параллелей с советской наградной системой просматривается в названиях наград и в их внешнем виде.
Первоначально знаки наград изготавливались в СССР (Мондвор), СФРЮ (IKOM, Загреб), ПНР (Mennica Państwowa), ГДР (Präwema, Маркнойкирхен), позднее было освоено собственное производство.

### Высшие степени отличия
- Народный Герой (алб. Titulli «Hero i Popullit»)
- Герой Социалистического Труда (алб. Titulli «Hero i Punës Socialiste»)
- Мать-Героиня (алб. Titulli «Nënë Heroinë»)

### Ордена
- Орден Свободы (алб. Urdhëri i Lirisë)
  -  I степени
  -  II степени
  -  III степени
- Орден Знамени (алб. Urdhëri i Flamurit)
- Орден «Партизанская звезда» (алб. Urdhëri Ylli partizan)
  -  I степени
  -  II степени
  -  III степени
- Орден Скандербега (алб. Urdhëri i Skënderbeut)
  -  I степени
  -  II степени
  -  III степени
- Орден «За патриотические достижения» (алб. Urdhëri Për veprimtari patriotike)[2]
- Орден «За защиту Социалистического Отечества» (алб. Urdhëri Për mbrojtjen e Atdheut Socialist)
- Орден Трудового красного знамени (алб. Urdhëri Flamuri Kuq i Punës)
- Орден «За храбрость» (алб. Urdhëri i Trimërisë)
- Орден Труда (алб. Urdhëri i Punës)
- Орден «За шахтёрские и геологические заслуги» (алб. Urdhëri Për punë të shquar në miniera dhe në gjeologji)
- Орден «За сельскохозяйственные заслуги» (алб. Urdhëri Për punë të shquar në ekonominë bujqësore)
- Орден «За выдающиеся заслуги в обороне» (алб. Urdhëri Për shërbime të shquara në fushën e mbrojtjes)
- Орден «За выдающиеся государственные и общественные заслуги» (алб. Urdhëri Per shërbime të shquar shtetërore dhe shoqërore)
- Орден Наима Фрашери (алб. Urdhëri Naim Frashëri)
- Орден «За воинские заслуги» (алб. Urdhëri i Shërbimit Ushtarak)
- Орден «Красная звезда» (алб. Urdhëri Ylli i Kuq)
- Орден «За храбрые поступки» (алб. Urdhëri Për Vepra Trimërie)
- Орден «За защиту государственных границ» (алб. Urdhëri Per mbrojtjen e kufirit shtetërore)
- Орден «За поддержание общественной безопасности» (алб. Urdhëri Për Ruajtjen e Rendit Shoqëror)
- Орден «За гражданское мужество» (алб. Urdhëri Per Trimëri Civile)
- Орден «За заслуги перед народом» (алб. Urdhëri Per shërbim të mire popullit)
- Орден Материнская слава (алб. Urdhëri Lavdi nënës)
- Орден «40 лет Трудовой партии Албании» (алб. Urdhëri 40 Vjëtori i Partia Punës e Shqipërisë)

### Медали
- Медаль «Памятная медаль 1942—1943» (алб. Medalja «Kujtimi 1942—1943»)
- Медаль «За храбрость» (алб. Medalja Per Trimëri) [3]
- Медаль Освобождения (алб. Medalja e çlirimit)
- Медаль «За патриотические достижения» (алб. Medalja Për veprimtari patriotike)
- Медаль Труда (алб. Medalja e Punës)
- Медаль «За шахтёрские и геологические заслуги» (алб. Medalja Për punë të shquar në miniera dhe në gjeologji)
- Медаль «За сельскохозяйственные заслуги» (алб. Medalja Për punë të shquar në ekonominë bujqësore)
- Медаль «За выдающиеся заслуги в обороне» (алб. Medalja Për shërbime të shquara në fushën e mbrojtjes)
- Медаль «За выдающиеся государственные и общественные заслуги» (алб. Medalja Per shërbime të shquar shtetërore dhe shoqërore)
- Медаль Наима Фрашери (алб. Medalja Naim Frashëri)
- Медаль «За храбрые поступки» (алб. Medalja Për Vepra Trimërie)[3]
- Медаль «За воинские заслуги» (алб. Medalja Për Shërbime Ushtarake)
- Медаль «За выслугу лет в вооружённых силах» (алб. Medalja Për shërbim shumëvjeçar në forcat e armatosura)
- Медаль «За защиту государственных границ» (алб. Medalje Per mbrojtjen e kufirit shtetërore)
- Медаль «За поддержание общественной безопасности» (алб. Medalja Për Ruajtjen e Rendit Shoqëror)
- Медаль «За гражданское мужество» (алб. Medalja Per Trimëri Civile)
- Медаль «Красная звезда» (алб. Medalja Ylli i Kuq)
- Медаль «За заслуги перед народом» (алб. Medalja Per shërbim të mire popullit)
- Медаль «Золотая медаль» (алб. Medalja «Medalje e artë»)
- Медаль Материнства (алб. Medalja e Nënës)
- Медаль «10 лет Народной Армии» (алб. Medalja e 10-vjetorit të Ushtricë)

### Почётные звания
- Народный учитель (алб. Mësues i Popullit)
- Народный артист (алб. Artist i Popullit)
- Народный художник (алб. Piktor i Popullit)
- Народный скульптор (алб. Skulptor i Popullit)
- Заслуженный работник науки и техники (алб. Punonjës i shquar i shkencës dhe i teknikës)
- Заслуженный учитель (алб. Mësues i Merituar)
- Заслуженный артист (алб. Artist i Merituar)
- Заслуженный художник (алб. Piktor i Merituar)
- Заслуженный скульптор (алб. Skulptor i Merituar)

### Звания
- Звание «Отличный мастер по профессии» (алб. Titulli «Per mjeshtër shquar ne profesion»)
- Звание «Образцовый работник нефтяной промышленности и образцовый шахтёр» (алб. Titulli «Naftëtar i zgjedhur dhe minitor i zgjedhor»)
- Звание «Хороший работник нефтяной промышленности и хороший шахтёр» (алб. Titulli «Naftëtar i mirë dhe minitor i mirë»)
- Звание «Отличный работник нефтяной промышленности и отличный шахтёр» (алб. Titulli «Naftëtar i dalluar dhe minitor i dalluar»)

## Современные награды

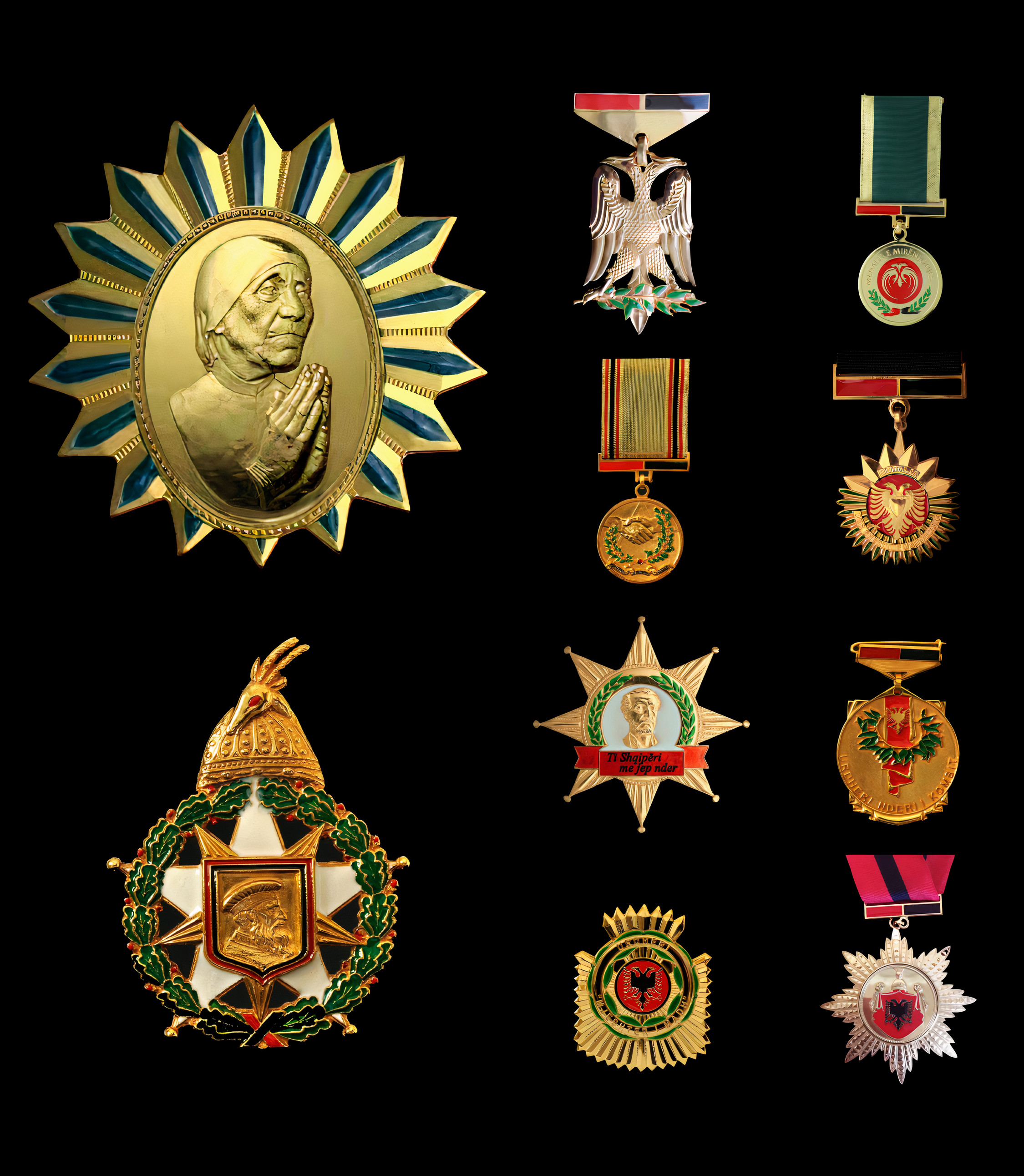
Награды Албании (по часовой стрелке, начиная сверху):
1) орден «Георг Кастриоти Скандербег»
2) орден «Мать Тереза»
3) орден «Честь нации»
4) медаль «За воинские заслуги»
5) медаль Золотого орла
6) орден «Великий мастер»
7) медаль Благодарности
8) медаль «За особые гражданские заслуги»
9) орден «Наим Фрашери».
В центре орден Государственного флага.

После падения коммунистического режима начинает формироваться новая наградная система. Законом от 28 марта 1996 года № 8113 «О знаках отличия Республики Албания» были учреждены 6 орденов и 4 медали. Награждение являлось прерогативой президента. Наградами могли быть награждены граждане Албании и иностранцы, существовала возможность посмертных награждений.
- Орден Государственного флага (алб. Urdhri i Flamurit Kombëtar)
- Орден «Георг Кастриоти Скандербег» (алб. Urdhri «Gjergj Kastrioti Skënderbeu»)
- Орден «Честь нации» (алб. Urdhri «Nderi i Kombit»)
- Орден «Великий мастер труда» (алб. Urdhri «Mjeshtër i Madh i Punës»)
- Орден «Мать Тереза» (алб. Urdhri «Nënë Tereza»)
- Орден «Наим Фрашери» (алб. Urdhri «Naim Frashëri»)
- Медаль Золотого орла (алб. Medalja e Artë e Shqiponjës)
- Медаль «Мученик демократии» (алб. Medalja «Martir i Demokracisë»)
- Медаль «Факел демократии» (алб. Medalja «Pishtar i Demokracisë»)
- Медаль «За воинские заслуги» (алб. Medalja «Shërbime Ushtarake»)

Законом от 2 апреля 2001 года № 8765, внесено дополнение о возможности награждения юридических лиц, орден «Великий мастер труда» переименован в орден «Великий мастер» (алб. Urdhri «Mjeshtër i Madh») и учреждена
- Медаль «За особые гражданские заслуги» (алб. Medalja «Për Merita të Veçanta Civile»)

Законом от 14 ноября 2002 года № 8971  в наградную систему введена
- Медаль Благодарности (алб. Medalja e Mirënjohjes)

### Награды с 2013 года
Законом от 4 апреля 2013 года № 112/2013 «О знаках отличия, почётных званиях, медалях и местных почётных званиях Республики Албания» вышеуказанные нормативные правовые акты Республики Албания были отменены. Подверглись изменению названия типов «президентских» наград. Так, слово «орден» (алб. urdhri) было заменено на «знак отличия» (алб. dekorate), слово «медаль» (алб. medalje) — на «почётное звание» (алб. titull nderi). Кроме этого определены награды, присуждаемые Кувендом (Народным Собранием), министрами, органами территориальных образований.

#### Награды, присуждаемые Президентом
- Знак отличия Государственного флага (алб. Dekorata e Flamurit Kombëtar)
- Знак отличия «Георг Кастриоти Скандербег» (алб. Dekorata «Gjergj Kastrioti Skënderbeu»)
- Знак отличия «Честь нации» (алб. Dekorata «Nderi i Kombit»)
- Знак отличия «Мать Тереза» (алб. Dekorata «Nënë Tereza»)
- Знак отличия Золотого орла (алб. Dekorata e Artë e Shqiponjës)
- Знак отличия «Факел демократии» (алб. Dekorata «Pishtar i Demokracisë»)
- Звание «Рыцарь ордена Скандербега (алб. Titulli «Kalorës i urdhrit të Skënderbeut»)[5]
- Звание «Рыцарь ордена Флага (алб. Titulli «Kalorës i urdhrit të Flamurit»)[5]
- Звание «Мученик демократии» (алб. Titulli «Martir i Demokracisë»)
- Звание «Великий мастер» (алб. Titulli «Mjeshtër i Madh»)
- Звание «Наим Фрашери» (алб. Titulli «Naim Frashëri»)
- Звание «За особые гражданские заслуги» (алб. Titulli «Për Merita të Veçanta Civile»)

#### Награды, присуждаемые Кувендом (Народным Собранием)
- Медаль «Почётный гражданин Республики Албания» (алб. Medalja «Qytetar nderi i Republikës së Shqipërisë»)

#### Награды, присуждаемые министром, ответственным за вооружённые силы (министр обороны)
- Почётная медаль (алб. Medalja e nderit)
- Медаль Благодарности (алб. Medalja e Mirënjohjes)
- Медаль «За службу Отечеству» (алб. Medalja «Në shërbim të atdheut»)
- Медаль «За выдающиеся заслуги» (алб. Medalja «Për shërbime të shquara»)
- Медаль «За высокие заслуги» (алб. Medalja «Për shërbime të larta»)

#### Награды, присуждаемые министром, ответственным за порядок и общественную безопасность (министр внутренних дел)
- Почётная медаль (алб. Medalja e nderit)
- Медаль «За храбрость» (алб. Medalja «Për trimëri»)
- Медаль «За спасение жизни» (алб. Medalja «Për trimëri»)

#### Награды, присуждаемые Премьер-министром, либо другими министрами[6]
- Медаль «Общественная благодарность» (алб. Medalja «Mirënjohje publike»)
- Медаль «Профессиональное признание» (алб. Medalja «Vlerësim profesional»)

#### Местные почётные звания
Местные почётные звания присуждаются советами коммун, муниципалитетов:
- Звание «Почётный гражданин» (алб. Titulli «Qytetar nderi»)

или областей:
- Звание «Честь области» (алб. Titulli «Nderi i qarkut»)